# 矢部定清
矢部 定清（やべ さだきよ）は、戦国時代から江戸時代初期の武将。

## 略歴
矢部氏は駿河国有渡郡矢部の武士。戦国時代には同国守護の今川氏に仕え、定清も最初は今川氏真に仕えた。
天正18年（1590年）関東に転封された徳川家康に仕官し、武蔵国荏原郡に知行を与えられ、文禄元年（1592年）からは家康の嫡男・秀忠の配下となる。慶長元年（1596年）細工頭となり同心5人、慶長6年（1601年）上野国緑野郡に加増され同心7人、慶長14年（1609年）所領を下総国千葉郡にまとめられて440石となった。慶長19年（1619年）からの大坂の陣にも参陣した。元和8年（1622年）に死去。